# Entr'acte
Entr'acte è un film del regista francese René Clair girato nel giugno 1924.
Il film è considerato il manifesto del cinema dadaista ed una delle opere più significative delle avanguardie francesi nel cinema.
(Sandro Bernardi, L'avventura del cinematografo, p. 102.)

## Trama
Sul tetto di un palazzo (il Théâtre des Champs-Élysées) un cannone punta minaccioso sulla città di Parigi. Arrivano due personaggi (Satie e Picabia) che lo caricano e sparano. È un rutilare di immagini. Marcel Duchamp e Man Ray giocano a scacchi su una terrazza. Appare una piazza di Parigi al centro della scacchiera (Place Vendôme) e un getto d'acqua, come pioggia sulla piazza, rovescia la scacchiera. Dei fantocci, la cui testa è un palloncino che si gonfia, sfilano in treno, mentre pugili si esibiscono in place de l'Opéra. Fiammiferi si muovono, sullo sfondo di una testa capelluta, poi si infiammano e l'uomo si gratta la testa.
Le colonne di un edificio vengono riprese da più angolazioni, mentre una barchetta di carta "vola" sui tetti di Parigi. La macchina da presa riprende da sotto, attraverso un pavimento trasparente su cui balla, una ballerina, che si scopre poi essere barbuta. Appaiono occhi rovesciati sullo sfondo del mare e un uovo bagnato da uno spruzzo d'acqua. Un cacciatore in abiti tirolesi mira all'uovo, puntando il fucile dritto contro lo spettatore. L'immagine dell'uovo si sdoppia e si moltiplica, per poi venire colpito, mentre un colombo si poggia sul cappello del cacciatore. Un altro cacciatore mira allora al tirolese, che cade giù dal tetto. L'uovo ritorna integro.
I partecipanti a un funerale escono dalla chiesa dietro a un carro funebre trainato da un dromedario e adornato da ghirlande di pane, da cui gli invitati staccano e mangiano pezzi. In discesa, il corteo funebre, nel quale si riconoscono molti degli artisti parigini dell'epoca amici del regista, tra cui Marcel Achard, Georges Charensol, Pierre Scize e Marcel Duchamp nelle vesti femminili di Rrose Sélavy, prende velocità. In un crescendo di frenesia, acuita dal contrapporsi di scene di gare automobilistiche, montagne russe e traffico cittadino, la bara si stacca e rotola via, finendo in un prato. Tutti si recano attorno al catafalco che si apre e, nella sorpresa generale, esce un prestigiatore, che è lo stesso cacciatore, interpretato da Jean Börlin, il divo dei Balletti svedesi. Costui fa sparire la bara e poi, uno a uno, tutti i presenti. Rivolge infine la bacchetta contro se stesso per eseguire il medesimo incantesimo, per cui scompare dalla scena senza lasciare traccia.
Su un cartellone con la scritta fine irrompe, strappandolo, uno dei cannonieri della scena iniziale, interpretato da Picabia. Un calcio lo fa però tornare indietro, la scena si riavvolge su se stessa e la scritta ritorna integra.

## Produzione

### Titolo
Il titolo si traduce in italiano come Intervallo o Intermezzo. Il film nacque per essere proiettato durante l'intervallo tra i due tempi del balletto "istantaneista", Relâche, uno spettacolo dei Balletti Svedesi di Rolf de Maré con musica di Erik Satie, sceneggiatura e coreografia di Picabia e Jean Börlin.
La parola intervallo allude inoltre al dadaismo che concepisce l'opera d'arte, in questo caso l'opera cinematografica, libera da ogni struttura.

### Sceneggiatura
Firma la sceneggiatura, composta solo di due pagine, il pittore Picabia. Si racconta che Picabia aveva annotato su un foglio di carta da lettere intestata, del ristorante "Chez Maxim's", una serie di appunti da trasmettere al regista René Clair:
- Carica al rallentatore di un cannone da parte di Satie e Picabia; il colpo dovrà fare il più rumore possibile. Durata totale: 1 minuto

Durante l'intermezzo:
- Assalto di boxe con dei guanti bianchi su schermo nero.
- Partita di scacchi tra Duchamps e Man Ray. Durata: 15 secondi
- Getto d'acqua manovrato da Picabia che spazza via il gioco. Durata: 30 secondi
- Giocoliere e Père La Colique. Durata: 30 secondi
- Cacciatore che spara su un uovo di struzzo posto su un getto d'acqua, dall'uovo esce una colomba. Va a posarsi sulla testa del cacciatore. Un secondo cacciatore sparandole uccide il primo cacciatore. Cade. L'uccello vola via. Durata: 1 minuto. Proiezione scritta: 20 secondi
- Ventun persone sdraiate sulla schiena mostrano la pianta dei piedi. Durata: 10 secondi. Proiezione manoscritta 15 secondi.
- Danzatrice su uno specchio trasparente, ripresa da sotto. Durata: 1 minuto. Proiezione scritta: 5 secondi
- Gonfiamento di palloni e di paraventi in caucciù sui quali saranno disegnate delle figure accompagnate da scritte. Durata: 35 secondi
- Un funerale: carro funebre trainato da un cammello. Durata: 6 minuti. Proiezione scritta: 1 minuto»

(Testo originale di Picabia riportato da L'Avant-Scène du Cinéma, n. 86, novembre 1968.)
René Clair da queste indicazioni sommarie attinse temi che concertò, tagliò, ritmò e ampliò.
Clair rimase così colpito dalla figura di Satie che lo volle assolutamente nel suo film; da notare che il musicista è presente nella scena sul tetto del Théâtre des Champs-Élysées con il suo immancabile ombrello.

### Prima
Lo spettacolo fu messo in scena al Théâtre des Champs-Elysées il 4 dicembre 1924.

## Musica
Satie è l'autore di Cinéma, musica di accompagnamento del film, che egli scrisse fra il 25 ottobre e il 5 novembre del 1924. Il brano è eseguito in sala da un'orchestra. È una musica ironica e ritmata, che si adatta fedelmente alle immagini, in quanto Satie, rinunciando a ispirazioni personali, si è messo completamente al servizio del regista Nella sequenza del funerale si riconosce la citazione, in chiave di parodia, dell'incipit della Marcia funebre della Sonata n. 2 in Si bemolle minore di Chopin.

### Organico orchestrale
Flauto, oboe, clarinetto, fagotto, due corni, due trombe, trombone, percussioni e archi.

## Tecnica cinematografica
Entr'acte è un gioco in cui ritroviamo le vecchie attrazioni del cinematografo: la sovrimpressione, la dissolvenza incrociata, lo split screen, il rallenti, l'accelerato, il primo piano, la soggettiva, il montaggio puramente ludico, la fuga-inseguimento, la sparizione alla Meliés.

## Influenze culturali
Molti particolari tipicamente dadaisti si potevano riconoscere nelle commedie scritte allora da Louis Aragon e Tristan Tzara, ma molte gag, specialmente nella seconda parte, provenivano dalle comiche d'anteguerra, di cui il dadaismo aveva subito l'influsso, segnatamente Feuillade, Jean Durand, Pathé e Mack Sennett.

## Accoglienza
Il film ebbe un successo immediato e venne proiettato da solo nelle sale d'avanguardia.

## Critica
(Claude Beylie, I capolavori del cinema, p. 36.)

## Omaggi
Il film, e in particolare il corteo che insegue il carro funebre, è stato citato più volte, anche in tempi recenti, in alcuni film italiani, tra cui Lo zio di Brooklyn di Ciprì e Maresco, Tutti giù per terra di Davide Ferrario e La fame e la sete di Antonio Albanese.